# Dú Maroc
Dú Maroc (* 21. August 1985 in Frankfurt am Main; bürgerlich Mimoun Alaoui, Arabisch: ميمون علوي, Berberisch: ⵎⵉⵎⵓⵏ ⵄⵍⴰⵡⵉ) ist ein deutscher Rapper mit marokkanischen Wurzeln.

## Biografie
Dú Maroc ist in Frankfurt, im Sozialbrennpunkt Sossenheim, geboren und aufgewachsen. Er ist 1,94 m groß und ist berberischer Abstammung aus Marokko. Seine Jugend verbrachte er größtenteils damit, seinen Traum – eine Karriere als Profifußballer – zu erreichen. Von diesem Traum musste er sich verabschieden, als er sich im Training eine schwere Verletzung zuzog und eine Profikarriere nicht mehr in Frage kam.
Parallel zum Fußball übte Dú Maroc Kampfsport aus, den er bis heute betreibt. Nachdem klar war, dass es mit der Fußballkarriere nichts wird, schloss er eine kaufmännische Ausbildung ab und begann nebenbei, inspiriert von seinem Kindheitsfreund SadiQ, zu rappen. Als sein Talent zunächst von vielen Frankfurter Rapgrößen erkannt wurde, wusste Dú Maroc, dass Potential für mehr vorhanden ist. Seine kriminelle Vergangenheit ist oft Bestandteil seiner Texte. In Frankfurt hat sich Dú Maroc mit ehrenamtlicher Arbeit, wie zum Beispiel der Organisation von Fußballinternaten, sozial engagiert, um die Jugend von der Straße zu holen.
Ab Anfang 2012 stand der Rapper beim Label von Baba Saad Halunkenbande unter Vertrag. Am 11. Mai 2012 veröffentlichte Dú Maroc mit seinem Labelpartner SadiQ sein Debütalbum Narkotic. Das Album erreichte in der ersten Woche Platz 53 der deutschen Albumcharts. Baba Saad und die beiden Frankfurter Rapper trennten sich im September 2012 wieder. SadiQ und er gründeten das Label Block Bladi Gangsta, wobei Dú Maroc nach kurzer Zeit via Facebook bekannt gab, dass die musikalischen Karrieren von SadiQ und ihm auseinandergehen, sie aber weiterhin Freunde bleiben werden.
Anfang 2013 veröffentlichte Dú Maroc mit dem Frankfurter Rapper/Sänger Jonesmann den Song "One Touch" als Single. Die Veröffentlichung machte viele Schlagzeilen, da im Video Fußballer wie Jérôme Boateng, Änis Ben Hatira und Trainer Jürgen Klopp Cameo-Auftritte hatten. Die Single ist der Soundtrack zu einem sozialen Projekt namens MitternachtsSport e. V. in Berlin, das Jugendliche von der Straße holt und zum Fußballspielen bewegt. Das Video wurde bei YouTube über aggro.tv veröffentlicht und alle Einnahmen werden an Mitternachtssport e. V. gespendet. Die Single erschien als Download und CD am 1. März über Dú MG/Distributionz.
Das erste Soloalbum von Dú Maroc Block Bladi Gentleman wurde am 24. Mai 2013 über Dú MG/Distributionz veröffentlicht. Das Album stieg auf Rang 57 der deutschen Album-Charts, die von Media Control ermittelt wurden, ein.
2013 spielte Dú Maroc mit seinem Partner SadiQ eine Rolle in der Fernsehsendung Privatdetektive im Einsatz.
Zudem hatte Dú Maroc im März 2014 einen Auftritt in der Sendung Forum Demokratie auf dem Sender Phoenix.

## Diskografie
Alben
- 2012: Narkotic (mit SadiQ)
- 2013: Block Bladi Gentleman
- 2015: Intravenös
- 2018: Mocro
- 2020: Cortado
- 2023: Gomorrha

Singles
- 2013: One Touch (feat. Jonesmann)
- 2013: Picos (feat. Yassir)
- 2013: Radoz (Ihr seid schuld)
- 2014: One Touch 2 (feat. Patric Q)
- 2014: Könnt ich malen
- 2014: 100 Bladi Bars
- 2020: Casablanca (feat. Fler & Haftbefehl)
- 2024: Überlebt (mit Kolja Goldstein; #20 der deutschen Single-Trend-Charts am 9. August 2024[10])
- 2024: Leben (Tod) (mit Kolja Goldstein; #9 der deutschen Single-Trend-Charts am 30. August 2024[11])

Gastbeiträge
- 2011: Fick den Richter von Capo Azzlack (feat. SadiQ)
- 2012: Ghettorap 2012 von Baba Saad (feat. SadiQ)
- 2014: Lass ma auf Geboren um zu sterben von Alpa Gun (feat. Kurdo)
- 2017: Fick den Richter 2 von SadiQ (feat. Ali Bumaye)
- 2017: Guardia Civil auf Der Tijarist von Reda Rwena (feat. Soufian)

Musikvideos
- 2011: Fick den Richter (mit SadiQ und Capo Azzlack)
- 2011: Für die (mit SadiQ)
- 2011: Wo ist der Safe (mit SadiQ und 439)
- 2012: Jamal (mit SadiQ)
- 2012: Kamikaze (mit SadiQ)
- 2013: Picos (mit Yassir)
- 2013: One Touch (mit Jonesmann)
- 2013: Radoz (Ihr seid schuld)
- 2013: Gangster oder Gentleman
- 2013: Ewa sahbi

Filmografie
- 2013: Privatdetektive im Einsatz